# 汲縣
汲县，中国旧县名。
西汉初，置汲县。至北齐时废。东魏时侨置七郡十八县，北齐废，置伍城郡，北周又废为伍城县。隋朝开皇六年（586年）改为汲县，县治由汲城村移至今址。属卫州，后属汲郡。唐朝武德元年（618年），以汲县和新乡县置义州。四年（621年）义州废，汲县改属卫州。贞观元年（627年），州治由卫县迁移至汲县。北宋时，仍为卫州州治。元朝时属卫辉路。明清两朝属卫辉府，为卫辉府府治所在。清朝时，汲县评价：冲，繁。
民国初年，卫辉府废，汲县为河北道治所，仍属河南省。1932年，属河南省第三区。1938年2月15日，汲县沦陷。1944年12月，中共领导下成立汲淇联合县抗日民主政府，中共汲、淇县委合并。1948年11月7日， 华北野战军第十四纵队四十一旅会同冀鲁豫四分区三五六、三五七团和汲县独立营攻克汲县县城。至此，中共政权占领汲县全境。同时，中共政权划出汲县城区和城郊的部分村庄成立卫辉市，保留汲县。1949年2月，卫辉市并入汲县。1988年10月，经中国国务院批准，撤县设市，设立卫辉市（县级市）。